# Fußball-Weltmeisterschaft 1998/Gruppe E
Spiele der Gruppe E der Fußball-Weltmeisterschaft 1998
| Pl. | Land        | Sp. | S | U | N | Tore    | Diff. | Punkte |
| --- | ----------- | --- | - | - | - | ------- | ----- | ------ |
| 1.  | Niederlande | 3   | 1 | 2 | 0 | 007:200 | +5    | 05     |
| 2.  | Mexiko      | 3   | 1 | 2 | 0 | 007:500 | +2    | 05     |
| 3.  | Belgien     | 3   | 0 | 3 | 0 | 003:300 | ±0    | 03     |
| 4.  | Südkorea    | 3   | 0 | 1 | 2 | 002:900 | −7    | 01     |

## Südkorea – Mexiko 1:3 (1:0)
| Südkorea                                           | Südkorea | Mexiko | Mexiko |
| -------------------------------------------------- | --- | --- | ------ |
| Südkorea                                           | \| 1. Spieltag \| \| 13. Juni 1998 um 17:30 Uhr in Lyon (Stade Gerland) \| \| Zuschauer: 39.100 \| \| Schiedsrichter: Günter Benkö ( Österreich) \| \| Spielbericht \|                                                                               | \| 1. Spieltag \| \| 13. Juni 1998 um 17:30 Uhr in Lyon (Stade Gerland) \| \| Zuschauer: 39.100 \| \| Schiedsrichter: Günter Benkö ( Österreich) \| \| Spielbericht \| | Mexiko |
| Südkorea                                           | Kim Byung-ji – Lee Min-seong, Hong Myung-bo, Kim Tae-young – Yoo Sang-chul (71. Seo Jung-won), Noh Jung-yoon (55. Jang Hyung-seok), Ha Seok-ju – Lee Sang-yoon, Kim Do-keun (60. Choi Sung-yong), Ko Jong-soo – Kim Do-hoon Cheftrainer: Cha Bum-kun | Jorge Campos – Pável Pardo, Claudio Suárez, Duilio Davino, Braulio Luna (46. Ricardo Peláez) – Jaime Ordiales (46. Jesús Arellano), Alberto García Aspe (71. Marcelino Bernal), Raúl Lara – Ramón Ramírez – Luis Hernández, Cuauhtémoc Blanco Cheftrainer: Manuel Lapuente | Mexiko |
| Südkorea                                           | 1:0 Ha Seok-ju (28.) | 1:1 Peláez (51.) 1:2 Hernández (74.) 1:3 Hernández (84.) | Mexiko |
| Südkorea                                           | Lee Min-seong | Ordiales, García Aspe | Mexiko |
| Südkorea                                           | Ha Seok-ju (30., grobes Foulspiel) | | Mexiko |
| 1. Spieltag                                        | | |        |
| 13. Juni 1998 um 17:30 Uhr in Lyon (Stade Gerland) | | |        |
| Zuschauer: 39.100                                  | | |        |
| Schiedsrichter: Günter Benkö ( Österreich)         | | |        |
| Spielbericht                                       | | |        |

## Niederlande – Belgien 0:0
| Niederlande                                                       | Niederlande | Belgien | Belgien |
| ----------------------------------------------------------------- | --- | --- | ------- |
| Niederlande                                                       | \| 1. Spieltag \| \| 13. Juni 1998 um 14:30 Uhr in Paris/Saint-Denis (Stade de France) \| \| Zuschauer: 77.000 \| \| Schiedsrichter: Pierluigi Collina ( Italien) \| \| Spielbericht \|                                                             | \| 1. Spieltag \| \| 13. Juni 1998 um 14:30 Uhr in Paris/Saint-Denis (Stade de France) \| \| Zuschauer: 77.000 \| \| Schiedsrichter: Pierluigi Collina ( Italien) \| \| Spielbericht \|                                                                       | Belgien |
| Niederlande                                                       | Edwin van der Sar – Aron Winter, Jaap Stam, Frank de Boer , Arthur Numan – Ronald de Boer (78. Wim Jonk), Clarence Seedorf, Phillip Cocu, Marc Overmars – Patrick Kluivert, Jimmy Floyd Hasselbaink (64. Dennis Bergkamp) Cheftrainer: Guus Hiddink | Filip De Wilde – Lorenzo Staelens – Bertrand Crasson (22. Eric Deflandre), Mike Verstraeten, Vital Borkelmans – Philippe Clement, Franky van der Elst , Marc Wilmots, Danny Boffin – Luc Nilis, Luís Oliveira (59. Emile Mpenza) Cheftrainer: Georges Leekens | Belgien |
| Niederlande                                                       | Staelens, Deflandre | | Belgien |
| Niederlande                                                       | Kluivert (80., Tätlichkeit) | | Belgien |
| 1. Spieltag                                                       | | |         |
| 13. Juni 1998 um 14:30 Uhr in Paris/Saint-Denis (Stade de France) | | |         |
| Zuschauer: 77.000                                                 | | |         |
| Schiedsrichter: Pierluigi Collina ( Italien)                      | | |         |
| Spielbericht                                                      | | |         |

## Belgien – Mexiko 2:2 (1:0)
| Belgien                                                              | Belgien | Mexiko | Mexiko |
| -------------------------------------------------------------------- | --- | --- | ------ |
| Belgien                                                              | \| 2. Spieltag \| \| 20. Juni 1998 um 17:30 Uhr in Bordeaux (Stade Jacques-Chaban-Delmas) \| \| Zuschauer: 31.800 \| \| Schiedsrichter: Hugh Dallas ( Schottland) \| \| Spielbericht \|                                                                                | \| 2. Spieltag \| \| 20. Juni 1998 um 17:30 Uhr in Bordeaux (Stade Jacques-Chaban-Delmas) \| \| Zuschauer: 31.800 \| \| Schiedsrichter: Hugh Dallas ( Schottland) \| \| Spielbericht \|                                                                                    | Mexiko |
| Belgien                                                              | Filip De Wilde – Lorenzo Staelens – Eric Deflandre, Gordan Vidović, Vital Borkelmans – Franky van der Elst (67. Glen De Boeck) – Enzo Scifo, Marc Wilmots, Danny Boffin (18. Gert Verheyen) – Luc Nilis (77. Emile Mpenza), Luís Oliveira Cheftrainer: Georges Leekens | Jorge Campos – Pável Pardo, Claudio Suárez, Duilio Davino, Joel Sánchez – Jaime Ordiales (58. Germán Villa), Alberto García Aspe (68. Raúl Lara), Ramón Ramírez – Francisco Palencia (46. Jesús Arellano) – Luis Hernández, Cuauhtémoc Blanco Cheftrainer: Manuel Lapuente | Mexiko |
| Belgien                                                              | 1:0 Wilmots (44.) 2:0 Wilmots (48.) | 2:1 García Aspe (56., Foulelfmeter) 2:2 Blanco (63.) | Mexiko |
| Belgien                                                              | Vidovic | Blanco, Ramírez | Mexiko |
| Belgien                                                              | Verheyen (55., Notbremse) | Pardo (29., grobes Foulspiel) | Mexiko |
| 2. Spieltag                                                          | | |        |
| 20. Juni 1998 um 17:30 Uhr in Bordeaux (Stade Jacques-Chaban-Delmas) | | |        |
| Zuschauer: 31.800                                                    | | |        |
| Schiedsrichter: Hugh Dallas ( Schottland)                            | | |        |
| Spielbericht                                                         | | |        |

## Niederlande – Südkorea 5:0 (2:0)
| Niederlande                                               | Niederlande | Südkorea | Südkorea |
| --------------------------------------------------------- | --- | --- | -------- |
| Niederlande                                               | \| 2. Spieltag \| \| 20. Juni 1998 um 21:00 Uhr in Marseille (Stade Vélodrome) \| \| Zuschauer: 55.000 \| \| Schiedsrichter: Ryszard Wójcik ( Polen) \| \| Spielbericht \|                                                                                         | \| 2. Spieltag \| \| 20. Juni 1998 um 21:00 Uhr in Marseille (Stade Vélodrome) \| \| Zuschauer: 55.000 \| \| Schiedsrichter: Ryszard Wójcik ( Polen) \| \| Spielbericht \|                                                                           | Südkorea |
| Niederlande                                               | Edwin van der Sar – Aron Winter, Jaap Stam, Frank de Boer , Arthur Numan (80. Winston Bogarde) – Wim Jonk, Edgar Davids, Phillip Cocu – Ronald de Boer (84. Boudewijn Zenden), Dennis Bergkamp (78. Pierre van Hooijdonk), Marc Overmars Cheftrainer: Guus Hiddink | Kim Byung-ji – Lee Min-seong, Hong Myung-bo, Choi Yong-il – Choi Sung-yong (53. Kim Tae-young), Lee Sang-yoon, Seo Jung-won (77. Lee Dong-gook), Yoo Sang-chul – Kim Do-keun – Choi Yong-soo, Kim Do-hoon (69. Ko Jong-soo) Cheftrainer: Cha Bum-kun | Südkorea |
| Niederlande                                               | 1:0 Cocu (38.) 2:0 Overmars (42.) 3:0 Bergkamp (71.) 4:0 van Hooijdonk (80.) 5:0 R. de Boer (83.) | | Südkorea |
| Niederlande                                               | Choi Yong-soo, Ko Jong-soo | | Südkorea |
| 2. Spieltag                                               | | |          |
| 20. Juni 1998 um 21:00 Uhr in Marseille (Stade Vélodrome) | | |          |
| Zuschauer: 55.000                                         | | |          |
| Schiedsrichter: Ryszard Wójcik ( Polen)                   | | |          |
| Spielbericht                                              | | |          |

## Belgien – Südkorea 1:1 (1:0)
| Belgien                                                | Belgien | Südkorea | Südkorea |
| ------------------------------------------------------ | --- | --- | -------- |
| Belgien                                                | \| 3. Spieltag \| \| 25. Juni 1998 um 16:00 Uhr in Paris (Parc des Princes) \| \| Zuschauer: 45.500 \| \| Schiedsrichter: Márcio Rezende de Freitas ( Brasilien) \| \| Spielbericht \|                                                                                             | \| 3. Spieltag \| \| 25. Juni 1998 um 16:00 Uhr in Paris (Parc des Princes) \| \| Zuschauer: 45.500 \| \| Schiedsrichter: Márcio Rezende de Freitas ( Brasilien) \| \| Spielbericht \|                                                                   | Südkorea |
| Belgien                                                | Philippe Vande Walle – Lorenzo Staelens – Eric Deflandre, Gordan Vidović, Vital Borkelmans – Philippe Clement (75. Emile Mpenza), Enzo Scifo (65. Franky van der Elst), Marc Wilmots, Nico van Kerckhoven – Luc Nilis, Luís Oliveira (46. Mbo Mpenza) Cheftrainer: Georges Leekens | Kim Byung-ji – Hong Myung-bo – Lee Sang-hun (66. Jang Hyung-seok), Kim Tae-young, Yoo Sang-chul – Choi Sung-yong (46. Lee Lim-saeng), Lee Min-seong, Kim Do-keun (46. Ko Jong-soo), Ha Seok-ju – Choi Yong-soo, Seo Jung-won Cheftrainer: Kim Pyung-seok | Südkorea |
| Belgien                                                | 1:0 Nilis (7.) | 1:1 Yoo Sang-chul (75.) | Südkorea |
| Belgien                                                | Borkelmans | Kim Byung-il, Kim Tae-young, Lee Min-seong, Lee Lim-saeng | Südkorea |
| 3. Spieltag                                            | | |          |
| 25. Juni 1998 um 16:00 Uhr in Paris (Parc des Princes) | | |          |
| Zuschauer: 45.500                                      | | |          |
| Schiedsrichter: Márcio Rezende de Freitas ( Brasilien) | | |          |
| Spielbericht                                           | | |          |

## Niederlande – Mexiko 2:2 (2:0)
| Niederlande                                                           | Niederlande | Mexiko | Mexiko |
| --------------------------------------------------------------------- | --- | --- | ------ |
| Niederlande                                                           | \| 3. Spieltag \| \| 25. Juni 1998 um 16:00 Uhr in Saint-Étienne (Stade Geoffroy-Guichard) \| \| Zuschauer: 30.600 (ausverkauft) \| \| Schiedsrichter: Abdul Rahman al-Zaid ( Saudi-Arabien) \| \| Spielbericht \|                                                    | \| 3. Spieltag \| \| 25. Juni 1998 um 16:00 Uhr in Saint-Étienne (Stade Geoffroy-Guichard) \| \| Zuschauer: 30.600 (ausverkauft) \| \| Schiedsrichter: Abdul Rahman al-Zaid ( Saudi-Arabien) \| \| Spielbericht \|                    | Mexiko |
| Niederlande                                                           | Edwin van der Sar – Michael Reiziger, Jaap Stam, Frank de Boer , Arthur Numan (72. Winston Bogarde) – Wim Jonk (71. Aron Winter), Edgar Davids, Phillip Cocu – Ronald de Boer, Dennis Bergkamp (79. Jimmy Floyd Hasselbaink), Marc Overmars Cheftrainer: Guus Hiddink | Jorge Campos – Claudio Suárez – Salvador Carmona, Duilio Davino, Joel Sánchez (55. Ricardo Peláez), Braulio Luna – Germán Villa, Alberto García Aspe , Ramón Ramírez – Luis Hernández, Cuauhtémoc Blanco Cheftrainer: Manuel Lapuente | Mexiko |
| Niederlande                                                           | 1:0 Cocu (4.) 2:0 R. de Boer (19.) | 2:1 Peláez (75.) 2:2 Hernández (90.) | Mexiko |
| Niederlande                                                           | Stam, Numan | Carmona, Villa, Peláez, Hernández | Mexiko |
| Niederlande                                                           | Ramon Ramirez (89.) | | Mexiko |
| 3. Spieltag                                                           | | |        |
| 25. Juni 1998 um 16:00 Uhr in Saint-Étienne (Stade Geoffroy-Guichard) | | |        |
| Zuschauer: 30.600 (ausverkauft)                                       | | |        |
| Schiedsrichter: Abdul Rahman al-Zaid ( Saudi-Arabien)                 | | |        |
| Spielbericht                                                          | | |        |